# Sebastião Almeida
Sebastião Alves de Almeida (Guaporema, 20 de janeiro de 1959), mais conhecido como Sebastião Almeida ou apenas Almeida, é um metalúrgico e político brasileiro. Filiado ao Solidariedade, foi prefeito de Guarulhos de 2009 até 2016. Em 2000, foi eleito vereador em Guarulhos. Em 2002, foi eleito deputado estadual, sendo reeleito em 2006. Em 2008 foi eleito prefeito de Guarulhos e em 2012 foi reeleito, governando até 2016.

## Biografia
Almeida chegou a Guarulhos em 1979. Trabalhou como metalúrgico e posteriormente foi sindicalista. É casado e tem três filhas. Iniciou sua trajetória política no início dos anos 90, quando assumiu a presidência do Sindicato dos Servidores Municipais, que estava sob intervenção. Em seguida, ajudou a fundar e foi o primeiro presidente da Federação Estadual dos Servidores Municipais (FETAM).
Nos anos seguintes, foi eleito vereador (2000) e em 2002, foi eleito para seu primeiro mandato como deputado estadual na Assembléia Legislativa do Estado de São Paulo.
Em 2005, recebeu o prêmio de Destaque Nacional em Meio Ambiente, Responsabilidade Social e Desenvolvimento Sustentável, concedido por ONGs que atuam no setor.
No ano de 2006, Almeida foi reeleito e assumiu a presidência da Comissão de Serviços e Obras Públicas, uma das mais importantes da Casa de Leis Paulista. Apresentou projetos importantes nas áreas de Transportes, Meio Ambiente, Administração Pública, Educação e Saneamento Básico, entre eles a gratuidade de transporte para idosos em viagens intermunicipais e a lei que exigia o fim do uso das sacolinhas plásticas convencionais no Estado de São Paulo.
Em 2017, após dois mandatos como prefeito de Guarulhos, se afiliou ao PDT com a presença do pré-candidato à presidência Ciro Gomes.
Em 2024, deixa o PDT e se filia ao Solidariedade. Atualmente é o presidente do diretório municipal.

### Eleições 2008
Em 2008, com o apoio de Elói Pietá (atual prefeito na época), depois de um inesperado segundo turno, o então, deputado estadual Sebastião Almeida foi eleito prefeito de Guarulhos. No segundo turno, Almeida somou 320.472 votos (56%), contra 244.922 votos (43%) de seu adversário, Carlos Roberto de Campos (PSDB).

### Prefeito de Guarulhos e reeleição
Depois do primeiro mandato à frente da Prefeitura Municipal de Guarulhos, em 2012, Almeida, naturalmente, foi indicado pelo Partido dos Trabalhadores para a disputa da reeleição. Além da base de apoio interna do PT, Almeida foi credenciado pelo trabalho importante em que buscou alicerçar a cidade com obras estruturais, para tornar Guarulhos uma cidade ainda moderna, capaz de atrair mais investimentos no futuro. Foi com essa perspectiva que o prefeito e iniciou conversações com o governo federal e, em parceria com o ex-presidente Luiz Inácio Lula da Silva e a ex-presidente Dilma Rousseff, construiu cinco Centros Educacionais Unificados (CEUs), o Viaduto Cidade de Guarulhos, iniciou o tratamento de esgoto da cidade, investiu na modernização de vias, entregou uma Unidade de Pronto Atendimento (UPA-24Horas), promoveu a entrega de kits escolares aos alunos da rede municipal, entregou mais de três mil moradias do programa Minha Casa, Minha Vida. No primeiro turno, ocorrido no dia 7 de outubro de 2012, Almeida obteve 283.864 votos (49,66%) dos votos válidos contra 167.894 votos (29,37%) de Carlos Roberto[3]. Assim como ocorrido nas eleições de 2008, Almeida vai para o segundo turno disputando com o candidato tucano.
A votação do segundo turno ocorreu no dia 28 de Outubro de 2012. Almeida foi reeleito com 60,58% dos votos válidos ou 322.291 votos, tornando Guarulhos, assim como Jacareí -SP, um dos municípios que aprovaram o governo do PT em quatro eleições consecutivas.

### Outros Cargos
Almeida foi presidente do Consórcio de Desenvolvimento dos Municípios do Alto Tietê (CONDEMAT) entre 2013 e 2015.
Almeida foi nomeado pela Frente Nacional de Prefeitas e Prefeitos (FNP) para assumir a vice-presidência estadual de São Paulo, no biênio 2013-2014. A eleição ocorreu em 24 de abril de 2013.

## Saída do PT
Em 2017, após dois mandatos como prefeito de Guarulhos, se filiou-se ao PDT com a presença do pré-candidato à presidência Ciro Gomes.

## Desempenho Eleitoral
| Ano  | Cargo Disputado       | Partido | Partido | Vice               | Coligação                                                                                             | Resultado  |
| ---- | --------------------- | ------- | ------- | ------------------ | --- | ---------- |
| 2018 | Deputado Federal      |         | PDT     | ---                | ---                                                                                                   | Não Eleito |
| 2012 | Prefeito de Guarulhos |         | PT      | Carlos Derman (PT) | "Melhor pra Guarulhos" (PT, PMDB, PSD, PCdoB, PSB, PR, PRB, PSC, PHS, PSDC, PRTB, PSL, PRP, PPL, PTN) | Reeleito   |
| 2008 | Prefeito de Guarulhos |         | PT      | Carlos Derman (PT) | "Pra Guarulhos Continuar no Rumo Certo" (PT, PRB, PP, PSL, PTN, PR, PSDC, PRTB, PRC, PSB, PTdoB, PRP) | Eleito     |
| 2006 | Deputado Estadual     |         | PT      | ---                | "Melhor Pra São Paulo" (PT, PCdoB, PL, PRB)                                                           | Reeleito   |
| 2002 | Deputado Estadual     |         | PT      | ---                | "São Paulo Quer Mudança" (PT, PCB, PCdoB)                                                             | Eleito     |
| 2000 | Vereador de Guarulhos |         | PT      | ---                | (PT, PCdoB, PSTU, PSB)                                                                                | Eleito     |